# Ilan Eshkeri
Ilan Eshkeri (Londen, 7 april 1977) is een Brits filmcomponist.

## Biografie
Eshkeri groeide op in een muzikale familie en speelde op jonge leeftijd viool en gitaar. Hij studeerde aan de Universiteit van Leeds en begon zijn carrière als componist bij de filmcomponisten Michael Kamen en Edward Shearmur. Hij werkte ook samen met artiesten als Coldplay, Annie Lennox en Take That. Eshkeri's bekendste composities zijn Stardust en Johnny English Reborn.

## Filmografie
- 2000: The Quarry Men
- 2003: Trinity
- 2004: Layer Cake (met Lisa Gerrard)
- 2007: Hannibal Rising (met Shigeru Umebayashi)
- 2007: Straightheads
- 2007: Stardust
- 2007: Strength and Honour
- 2007: Virgin Territory
- 2008: The Disappeared
- 2008: Telstar: The Joe Meek Story
- 2009: The Young Victoria
- 2009: Ninja Assassin
- 2009: From Time to Time
- 2010: Centurion
- 2010: Kick-Ass (met Henry Jackman, Marius De Vries en John Murphy)
- 2010: The Kid
- 2011: Coriolanus
- 2011: Blooded
- 2011: Blitz
- 2011: Retreat
- 2011: Johnny English Reborn
- 2012: Tough Talk
- 2012: Spike Island
- 2012: Ashes
- 2013:I Give It a Year
- 2013: Austenland
- 2013: Alan Partridge: Alpha Papa
- 2013: The Invisible Woman
- 2013: Justin and the Knights of Valour (Jasper & Julia en de dappere ridders)
- 2013: 47 Ronin
- 2014: Still Alice
- 2014: Get Santa
- 2014: Black Sea
- 2015: Shaun the Sheep
- 2015: Don Verdean
- 2015: Survivor
- 2016: Collide
- 2016: Swallows and Amazons
- 2016: The Exception
- 2018: Measure of a Man (met Tim Wheeler)
- 2018: The White Crow
- 2018: Farming

## Overige producties

### Computerspellen
- 2014: De Sims 4
- 2020: Ghost of Tsushima (met Shigeru Umebayashi)

### Televisiefilms
- 2003: Colosseum: Rome's Arena of Death
- 2004: Ring of the Nibelungs
- 2009: Micro Men
- 2011: Eric & Ernie

### Televisieseries
- 2010-2011: Strike Back (met Scott Shields)
- 2014: Fleming: The Man Who Would Be Bond (miniserie)
- 2016: Doctor Thorne (miniserie)
- 2017-2019: Riviera
- 2018: Informer (miniserie)
- 2019: The Athena

### Documentaires
- 2004: Colosseum: A Gladiator's Story
- 2005: Ape to Man
- 2006: The First Emperor
- 2012: Planet Dinosaur: Ultimate Killers
- 2014: David Attenborough's Natural History Museum Alive
- 2016: Dancer
- 2017: Judi Dench: My Passion for Trees (met Joel Douek, Graham Hadfield en Ty Unwin)

### Documentaire series
- 2012: The Art of the Snowman and the Snowdog
- 2015: Great Barrier Reef with David Attenborough

### Korte films
- 2004: The Banker
- 2008: Cinco de Mayo
- 2009: Attempt Seven
- 2012: The Snowman and the Snowdog
- 2014: The Gift
- 2014: Once Upon a Time in London
- 2015: Solitude

- Biblioteca Nacional de España: XX1731226
- Bibliothèque nationale de France: cb15001964t (data)
- Gemeinsame Normdatei: 140003622
- International Standard Name Identifier: 0000 0000 0153 3993
- Library of Congress Control Number: no2010015675
- MusicBrainz: d96b227e-87fb-4391-ac1a-8a2657ead68b
- Nationale Bibliotheek van Israël: 987007316900305171
- Système universitaire de documentation: 135374022
- Virtual International Authority File: 10123150
- WorldCat: E39PBJf8pGYwwJWHwjWhBfKmVC